# مارکو داگراکا
مارکو داگراکا (انگلیسی: Marco Da Graca؛ زادهٔ ۱ مهٔ ۲۰۰۲) بازیکن فوتبال اهل ایتالیا است.
وی همچنین در تیم‌های ملی فوتبال زیر ۱۶ سال ایتالیا و زیر ۱۸ سال ایتالیا بازی کرده‌است.